# Liste des aéroports en Érythrée
Voici une liste des aéroports d'Érythrée, triés par lieu.

## Aéroports
| Lieu     | OACI | AITA | Nom                                    |
| -------- | ---- | ---- | -------------------------------------- |
| Agordat  | HHAG |      | Aéroport d'Agordat (en)                |
| Asmara   | HHAS | ASM  | Aéroport international d'Asmara        |
| Assab    | HHSB | ASA  | Aéroport international d'Assab (en)    |
| Massaoua | HHMS | MSW  | Aéroport international de Massawa (en) |
| Tesseney | HHTS | TES  | Aéroport de Teseney (en)               |